# Press Color
Press Color je první studiové album francouzské zpěvačky Lizzy Mercier Descloux. Vydáno bylo v roce 1979 společností ZE Records. Spolu se zpěvačkou jej produkovali D. J. Barnes a Erik Elliasson, zatímco vedoucím producentem byl majitel vydavatelství ZE a zpěvaččin přítel Michel Esteban. Nahráno bylo v únoru roku 1979 ve studiu Blank Tapes Studios v New Yorku. V letech 2003 a 2015 vyšlo v reedici jak na dlouhohrající gramofonové desce, tak i na CD, a to s bonusovými písněmi.

## Seznam skladeb
| Pořadí | Název              | Autor                                                | Délka |
| ------ | ------------------ | ---------------------------------------------------- | ----- |
| 1.     | Jim on the Move    | Lalo Schifrin                                        | 2:29  |
| 2.     | Aya Mood 3.5       | Lizzy Mercier Descloux, D. J. Barnes, Erik Elliasson | 2:50  |
| 3.     | Torso Corso        | Descloux, Barnes, Elliasson                          | 1:48  |
| 4.     | Wawa               | Descloux, Barnes, Elliasson                          | 2:18  |
| 5.     | Fire               | Arthur Brown                                         | 5:11  |
| 6.     | Mission Impossible | Schifrin                                             | 2:35  |
| 7.     | No Golden Throat   | Descloux, Barnes, Elliasson                          | 2:38  |
| 8.     | Tumor              | Eddie Cooley, John Davenport                         | 2:57  |

## Obsazení
- Lizzy Mercier Descloux – zpěv, kytara, baskytara, perkuse
- D. J. Barnes – kytara, baskytara, perkuse, doprovodné vokály
- Erik Elliasson – kytara, baskytara, klávesy, bicí
- Jimmy Young – bicí, perkuse
- Jack Cavari – kytara
- Ken Smith – baskytara
- Bud Maltin – saxofon
- Chris Wiltshire – doprovodné vokály
- Mary-Jo Kaplan – doprovodné vokály
- Ramona Brooks – doprovodné vokály
- Victoria – perkuse
- Allen Wentz – syntezátor, sekvencer
- John Rome – kytara, doprovodné vokály